# Liste der Naturschutzgebiete in der Stadt Weimar
In der Thüringer Stadt Weimar gibt es drei Naturschutzgebiete.
| Name des Gebietes  | Bild           | Kennung | WDPA   | Landkreis / Stadt               | Beschreibung / Bemerkungen | Standort | Fläche in Hektar | Datum der Verordnung |
| ------------------ | -------------- | ------- | ------ | ------------------------------- | -------------------------- | -------- | ---------------- | -------------------- |
| Prinzenschneise    |                | 050     | 14489  | Landkreis Weimarer Land, Weimar |                            | Position | 87,9             | 1961                 |
| Rautenschlag       |                | 049     | 165114 | Weimar                          |                            | Position | 18,6             | 1961                 |
| Südhang Ettersberg | weitere Bilder | 323     | 165783 | Landkreis Weimarer Land, Weimar |                            | Position | 408,3            | 1997                 |